# Коллоди, Карло
Ка́рло Колло́ди (итал. Carlo Collodi, настоящее имя Carlo Lorenzini — Карло Лоренцини; 1826—1890) — итальянский писатель и журналист, известный прежде всего своей детской сказкой «Приключения Пиноккио. История деревянной куклы». Писатель взял себе псевдоним Коллоди в 1856 году по названию деревушки Коллоди в Тоскане, где родилась его мать, Анджолина Орцали.

## Биография

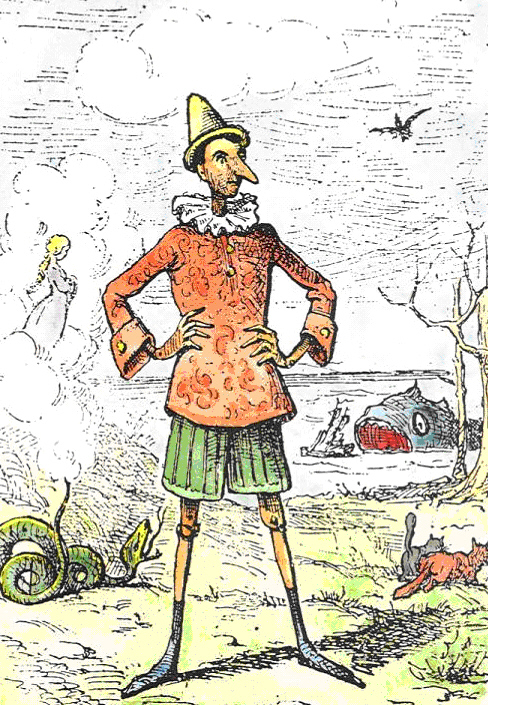
Пиноккио, рисунок Энрико Мацанти — первая иллюстрация книги «Приключения Пиноккио: история деревянной куклы» (1883)

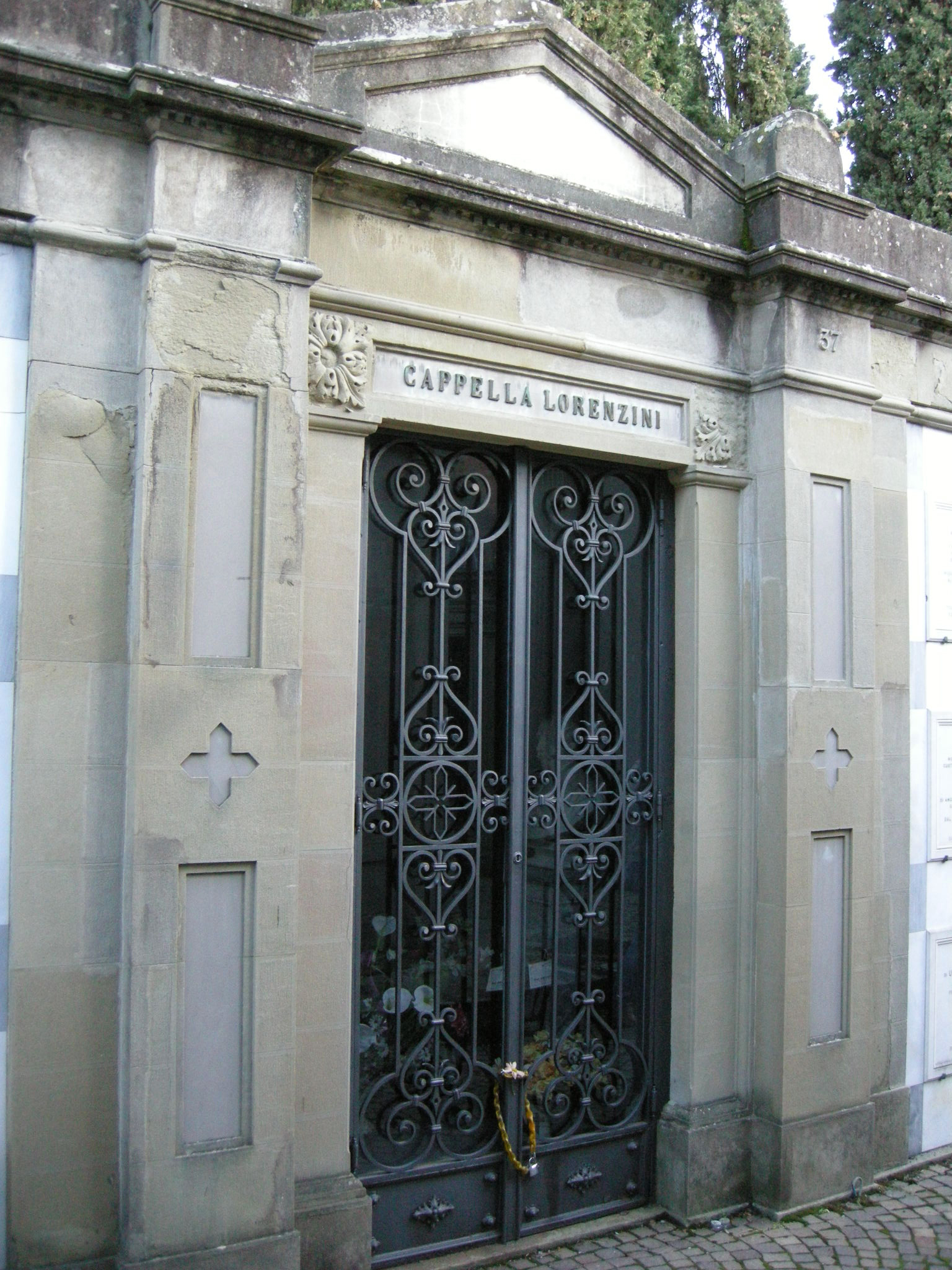
Семейный склеп Лоренцини, место, где покоится Карло Коллоди

Карло Лоренцини родился 24 ноября 1826 года во Флоренции. Во время войн за независимость Италии в 1848 и 1860 годах служил добровольцем в армии Тосканы. По настоянию родителей он окончил семинарию, но работать устроился в книжный магазин, а затем занялся журналистикой. Был театральным критиком, писал политические фельетоны, выпустил под псевдонимом Коллоди иронический роман-эссе «Роман в паровозе» (итал. «Un romanzo in vapore», 1856), принёсший ему известность. Активно сотрудничая с газетами, по предложению издателя Феличе Паджо перевёл на итальянский язык сказки Шарля Перро.
Наиболее известное произведение Коллоди — повесть «Приключения Пиноккио: история деревянной куклы» итал. («Le avventure di Pinocchio: storia di un burattino»), которая вначале, с 1881 года, публиковалась в виде романа-фельетона на страницах «Газеты для детей» (Il Giornale dei Bambini), а затем, в 1883 году, вышла отдельным изданием. Книга переведена на 87 языков; первый русский перевод вышел в 1906 году.
В версии А. Н. Толстого (повесть-сказка «Золотой ключик, или Приключения Буратино», 1936) книга подверглась серьёзной трансформации. Полный перевод оригинала на русский язык был осуществлён Э. Г. Казакевичем и впервые опубликован в 1959 году.
Похоронен во Флоренции на кладбище церкви Сан-Миниато-аль-Монте.

## Работы
- Il regalo del Capo d’Anno (Torino, Paravia) 1884
- L’abbaco di Giannettino per le scuole elementari (Firenze, Paggi) 1884
- Libro di lezioni per la seconda classe elementare (Firenze, Paggi) 1885
- Un’antipatia (Roma, Perino) 1885
- La geografia di Giannettino (Firenze, Paggi) 1886
- Il viaggio per l’Italia di Giannettino. Parte terza (l’Italia meridionale) (Firenze, Paggi) 1886
- Storie allegre (Firenze, Paggi) 1887
- Libro di lezioni per la terza classe elementare (Firenze, Paggi) 1889
- La lanterna magica di Giannettino (Firenze, Bemporad) 1890
- Divagazioni critico-umoristiche, raccolte e ordinate da Giuseppe Rigutini (postumo, Firenze, Bemporad) 1892
- Note gaie, raccolte e ordinate da Giuseppe Rigutini (postumo, Firenze, Bemporad) 1892
- Bettino Ricasoli, Camillo Cavour, Luigi Carlo Farini, Daniele Manin. Biografie del Risorgimento (postumo, Firenze, Marzocco) 1941
- I ragazzi grandi. Bozzetti e studi dal vero, a cura di Daniela Marcheschi; con una nota di Carlo Alberto Madrignani (Palermo, Sellerio) 1989
- Cronache dall’Ottocento, a cura di Daniela Marcheschi. Raccolta di articoli giornalistici, prima mai ristampati, pubblicati da Carlo Collodi (sotto vari pseudonimi) nei giornali umoristici del tempo